# Tatort: Liebe macht blind
Liebe macht blind ist ein Fernsehfilm aus der Fernseh-Kriminalreihe Tatort der ARD und des ORF. Es ist der fünfzehnte gemeinsame Fall des Berliner Ermittlerduos Ritter und Stark. Der vom RBB unter der Regie von Peter Fratzscher produzierte Fernsehfilm wurde am 19. November 2006 in Das Erste zum ersten Mal gesendet.

## Handlung
Der Rechtsanwalt Doktor Erik Mohr wird erschlagen in seiner Wohnung aufgefunden. Zwar ist die Tatwaffe bekannt, doch finden sich darauf keine Fingerabdrücke und die Wohnung zeigt keine Einbruchsspuren. Somit muss das Opfer seinen Mörder gekannt haben. Ein Mieter des Hauses weiß, dass Mohr häufig Damenbesuch hatte. Auf dem Anrufbeantworter findet sich eine Nachricht, die sehr nach einer Drohung klingt.
Die Kommissare Till Ritter und Felix Stark vermuten einen Mord aus Eifersucht. Von Mohrs Kanzleipartner, Matthias Krone, erfahren sie, dass jener mit ihrer Kollegin Nina Emmerich liiert war. Sie wird befragt und gibt an, dass sie sich von Mohr vor kurzem getrennt hätte und somit auch den Wohnungsschlüssel zurückgegeben hatte. Sie weiß von seinen Affären und ist sich sicher, dass diese für ihn nichts weiter bedeutet hätten.
Lutz Weber gelingt es, Mohrs E-Mail-Account zu knacken und findet heraus, dass Mohr ein leidenschaftlicher Besucher von Speed-Dating-Treffen war. Seine bevorzugte Agentur war „Dates-4-Love“, bei der er offensichtlich noch vor seinem Tod gewesen sein muss. Die Ermittler befragen die Geschäftsführerin, Cora Melmig, die angibt, ihren Stammgast nach seinem gestrigen Besuch nach Hause gefahren zu haben, da er angetrunken gewesen war. Mit in dessen Wohnung wäre sie aber nicht gegangen. In der Agentur stoßen die Kommissare auf Kirsten Ziller, der sie die Stimme auf dem Anrufbeantworter zuordnen können. Sie ist dort für ihr unberechenbares Temperament bekannt, und so versucht Ritter sie mit seinem Charme zu beeindrucken, um sie ausfragen zu können. Als sie jedoch bemerkt, dass Ritter Polizist ist, ergreift sie die Flucht. Cora Melmig ist sich sicher, dass Ziller mit Mohr ein Verhältnis gehabt hat.
Von Paul Ziller, dem Bruder von Kirsten, erfährt Stark, dass dessen Schwester gerade bei ihm gewesen wäre und seine Gaspistole mitgenommen hätte. Er weiß, dass sie sich mit Nina Emmerich treffen wollte. Die Ermittler können Kirsten aufhalten und festnehmen. Sie gibt an, dringend Geld zu brauchen, weil sie eine eigene Boutique eröffnen möchte und da sie wusste, dass Mohr und sein Partner in größerem Maße Steuern hinterzogen hatten, wollte sie sich Schweigegeld einfordern. Da Mohr nun tot ist, hätte sie versucht, es sich von Emmerich geben zu lassen. Für die Tatzeit kann sie allerdings ein Alibi vorweisen. Daraufhin befragen die Ermittler Kirstens Bruder, der ähnlich aufbrausend ist wie seine Schwester und der möglicherweise ihrer Geldforderungen bei Mohr hatte Nachdruck verleihen wollen. Doch auch er hat ein fundiertes Alibi.
Ritter und Stark finden die Lösung in Mohrs Kanzlei. Zufällig erfahren sie, dass der Rechtsreferendar, Arndt Baumeister, in Nina Emmerich verliebt ist und jegliche Streitigkeiten zwischen Mohr und Emmerich mitbekommen hatte. Als die Zwistigkeiten eskalierten, reifte in ihm der Plan, sie von ihm befreien zu wollen. Den Ermittlern gelingt es am Ende, ein unfreiwilliges Geständnis von Baumeister zu erhalten und sie nehmen ihn fest.

## Hintergrund
Liebe macht blind wurde von Degeto Film im Auftrag des Rundfunk Berlin-Brandenburg (RBB) unter den Arbeitstiteln "Gefährliche Gefühle" und "Die blauen Briefe" produziert. Die Dreharbeiten erfolgten im  U-Bahnhof am Alexanderplatz in Berlin-Mitte und Berlin-Kreuzberg.

## Rezeption

### Einschaltquoten
Bei seiner Erstausstrahlung am 19. November 2006 wurde die Folge Liebe macht blind in Deutschland von 8,66 Millionen Zuschauern gesehen, was einem Marktanteil von 23,10 Prozent entsprach.